# Pyrolusite
La pyrolusite est un minéral consistant essentiellement de dioxyde de manganèse (MnO2). Elle est notamment présente en quantité importante dans le minerai de manganèse. 

## Étymologie
Son nom vient des mots grecs pour « feu » et « nettoyer », en référence à son utilisation afin de retirer les teintes du verre,.

## Description

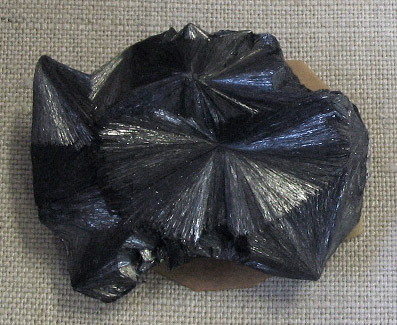
Pyrolusite aciculaire.

Il s'agit d'un minéral noir, amorphe présentant souvent une structure granulaire, fibreuse ou en colonne. Il a un éclat métallique, une teinte noir ou noir bleuté, et salit les doigts.
Sa densité relative est de 4,8.

## Dendrites de pyrolusite
Les dendrites de pyrolusite sont des arborescences de microcristaux (les « dendrites ») d'oxyde de manganèse que l'on peut trouver dans différentes roches. Leur croissance se fait par la circulation d'eau minéralisée et par l'action de bactéries dans les fractures inter-strates.